# ديمتري ميتشيل
ديمتري ميتشيل (بالإنجليزية: Demetri Mitchell) هو لاعب كرة قدم بريطاني في مركز الوسط، ولد في 11 يناير 1997 في مانشستر في المملكة المتحدة. لعب مع مانشستر يونايتد.

## وصلات خارجية
- ديمتري ميتشيل على موقع الاتحاد الأوربي (الإنجليزية)
- ديمتري ميتشيل على موقع قاعدة بيانات كرة القدم.إي يو (الإنجليزية)
- ديمتري ميتشيل على موقع Soccerbase.com (لاعب) (الإنجليزية)
- ديمتري ميتشيل على موقع Soccerway.com (الإنجليزية)
- ديمتري ميتشيل على موقع عالم كرة القدم.نت (الإنجليزية)